# Chillicothe (Missouri)
Chillicothe è un comune degli Stati Uniti d'America, situato nello Stato del Missouri, nella contea di Livington, della quale è il capoluogo.